# Quế Châu
Quế Châu là một xã thuộc huyện Quế Sơn, tỉnh Quảng Nam, Việt Nam.

## Địa lý
Xã Quế Châu nằm ở phía nam huyện Quế Sơn, có vị trí địa lý:
- Phía tây giáp thị trấn Đông Phú
- Phía đông bắc giáp xã Quế Thuận
- Phía tây nam giáp xã Quế Minh
- Phía đông và đông nam giáp huyện Thăng Bình.

Xã Quế Châu có diện tích 14,19 km², dân số năm 2019 là 6.022 người, mật độ dân số đạt 424 người/km².

## Hành chính
Xã Quế Châu được chia thành 7 thôn: An Thành, Đồng Thành, Cang Đông, Phú Đa, Khánh Đức, Xuân Thượng, Phước Đức.